# ＃煌めいて
「#煌めいて」（きらめいて）は、日本の女性アイドルグループ、強がりセンセーションの2枚目のシングル。2016年3月1日にフレオエンターテインメントから発売された。

## 概要
[希望盤] [光盤] [初回盤]の3形態での発売。
ROCKバンドghostnoteから楽曲提供された人気ソング。2015年12月2日に新宿BLAZEにて開催された強がりセンセーション1stワンマンライブ「それでも私は」でghostnoteとのコラボステージも披露された。

## 収録曲

### #煌めいて[希望盤]
1. #煌めいて
作詞：大平伸正、作曲：大平伸正、編曲：石井真之、ghostnote
2. 君がここにいる理由
作詞：DJ金魚、作曲：Yohei Ito a.k.a 銀龍、編曲：YoshiBo→
3. #煌めいて（instrumental）
4. 君がここにいる理由（instrumental）

### #煌めいて [光盤]
1. #煌めいて
2. DIVE
作詞：DJ金魚、作曲、編曲：福田智
3. #煌めいて（instrumental）
4. DIVE（instrumental）

### #煌めいて [初回盤]
1. #煌めいて(Orange ver.)
2. 君がここにいる理由(Orange ver.)
3. DIVE(Orange ver.)